# Lilliendal
Lilliendal er et gods på Sydsjælland. Det blev dannet i 1664, og blev kaldt Skuderupgaard. Navnet Lilliendal er fra 1765. Gården ligger i Øster Egesborg Sogn i Vordingborg Kommune. Hovedbygningen er opført i 1765 og er ombygget i 1825, 1852 og 1919.
Lilliendal Gods er på 804,17 hektar med Beldringe, Stenlængegården, Kræmmervængegården og Adamsminde. 

## Ejere af Lilliendal
- (1640-1662) Gjord Rasmussen
- (1662-1673) Leonhart Lihnert
- (1673-1683) Michael Henriksen Tisdorph
- (1683-1717) Carl Heinrich Thomas Heins
- (1717-1726) Christian Frantzen Toxsværd
- (1726-1730) Georg Jørgen Frederik Segebaden
- (1730-1740) Jørgen Poulsen Wetmann
- (1740-1741) Anna Hansdatter gift Wetmann
- (1741-1753) Johan Jack Hæseker
- (1753-1757) Anna Margrethe Sprang gift Enslin
- (1757) Peder Qvistgaard
- (1757-1760) Sophie Hedevig Ziemers
- (1760-1785) Hans Gustav Lillienskiold
- (1785-1795) Niels Lunde Reiersen
- (1795-1798) Peter Uldall
- (1798-1800) Antoinette Hansen gift Uldall
- (1800-1802) Thomas Bech
- (1802) Holger Stampe
- (1802-1840) Adam Christopher Knuth-Christiansdal
- (1840-1852) Christian Frederik Knuth-Christiansdal
- (1852-1897) Adam Carl Vilhelm Knuth-Christiansdal
- (1897-1936) Christopher Knuth-Christiansdal
- (1936-1950) Christian Frederik Knuth-Christiansdal
- (1950-1963) Christian Frederik Knuth-Christiansdal / Ulrich Christian Knuth-Christiansdal
- (1963-1994) Ulrich Christian Knuth-Christiansdal
- (1994-2007) Lilliendal I/S v/a Svend Theodor Kallehave Nielsen / Frits Johannes Kallehave Nielsen
- (2007-) Svend Theodor Kallehave Nielsen